# III liga polska w piłce nożnej, grupa łódzko-mazowiecka (2011/2012)
III liga, grupa podlasko-warmińsko-mazurska, sezon 2011/2012 — 4. edycja rozgrywek czwartego poziomu ligowego piłki nożnej mężczyzn w Polsce po reorganizacji lig w 2008 roku. Bierze w niej udział 16 drużyn z województwa podlaskiego i województwa warmińsko-mazurskiego. Walczą one o miejsce premiowane awansem do grupy wschodniej II ligi. Ostatnie zespoły spadają odpowiednio do grup: podlaskiej i warmińsko-mazurskiej IV ligi. Opiekunem ligi jest Łódzki Związek Piłki Nożnej przemiennie z Mazowieckim Związkiem Piłki Nożnej. W sezonie 2011/2012 rozgrywki prowadził Mazowiecki Związek Piłki Nożnej. 
Sezon ligowy rozpoczął się w 13 sierpnia 2011 roku, a ostatnie mecze rozegrane zostały 30 maja 2012 roku.

## Zasady rozgrywek
III liga jest szczeblem pośrednim między rozgrywkami centralnymi (II liga) i wojewódzkimi (IV liga). Wszystkie grupy liczą po 16 drużyn.
Mistrzowie grup uzyskują awans do II ligi, przy czym:
1. do grupy wschodniej trafiają mistrzowie grup III ligi: V, VI, VII i VIII,
2. do grupy zachodniej trafiają mistrzowie grup III ligi: I, II, III i IV.

Po trzy ostatnie drużyny spadają do odpowiedniej terytorialnie grupy IV ligi, przy czym liczba ta może zwiększyć się zależnie od liczby drużyn spadających z lig wyższych.
Drużyny, które wycofały się z rozgrywek po rozegraniu mniej niż 50% spotkań, są automatycznie relegowane o dwa szczeble ligowe niżej (do klasy okręgowej), a osiągnięte przez nie rezultaty są anulowane. Drużyny, które wycofały się z rozgrywek po rozegraniu 50% lub więcej spotkań, są automatycznie relegowane o dwa szczeble ligowe niżej (do klasy okręgowej), a za nierozegrane mecze przyznawane są walkowery 3:0 dla zespołów przeciwnych. Wykluczenie z rozgrywek grozi również za nieprzystąpienie z własnej winy do trzech meczów.
III liga jest najwyższym szczeblem rozgrywkowym dla drużyn rezerw, nie mają one więc prawa do awansu. Spadek pierwszej drużyny z II ligi powoduje automatycznie relegację II zespołu danego klubu do IV ligi.

## Rozgrywki
W grupie występowało 16 zespołów, które walczyły o miejsce premiowane awansem do grupy wschodniej II ligi. Ostatnie zespoły spadały odpowiednio do grup: łódzkiej, mazowieckiej południowej i mazowieckiej północnej IV ligi.
| Uczestnicy poprzedniej edycji | Uczestnicy poprzedniej edycji | Uczestnicy poprzedniej edycji | Uczestnicy poprzedniej edycji |
| ----------------------------- | ----------------------------- | ----------------------------- | ----------------------------- |
| BRŃ                           | Broń Radom                    | 2                             |                               |
| WZE                           | Włókniarz Zelów               | 3                             |                               |
| RAD                           | Radomiak Radom                | 4                             |                               |
| MAZ                           | Mazur Karczew                 | 5                             |                               |
| MKS                           | MKS Kutno                     | 6                             |                               |
| SOK                           | Sokół Aleksandrów Łódzki      | 7                             |                               |
| LGO                           | Legionovia Legionowo          | 8                             |                               |

| Uczestnicy poprzedniej edycji | Uczestnicy poprzedniej edycji | Uczestnicy poprzedniej edycji | Uczestnicy poprzedniej edycji |
| ----------------------------- | ----------------------------- | ----------------------------- | ----------------------------- |
| PIA                           | KP Piaseczno                  | 9                             |                               |
| NAR                           | Narew Ostrołęka               | 10                            |                               |
| URS                           | Ursus Warszawa                | 12                            |                               |
| SDZ                           | Warta Sieradz                 | 13                            |                               |
| Spadek z II ligi 2010/2011    |                               |                               |                               |
| grupa wschodnia               |                               |                               |                               |
| SOT                           | Start Otwock                  | 18                            |                               |

| Awans z IV ligi 2010/2011   | Awans z IV ligi 2010/2011 | Awans z IV ligi 2010/2011 | Awans z IV ligi 2010/2011 |
| --------------------------- | ------------------------- | ------------------------- | ------------------------- |
| grupa łódzka                |                           |                           |                           |
| OMG                         | Omega Kleszczów           | 1                         |                           |
| RZG                         | Zawisza Rzgów             | 2                         |                           |
| grupa mazowiecka południowa |                           |                           |                           |
| ORZ                         | Orzeł Wierzbica           | 1                         |                           |
| grupa mazowiecka północna   |                           |                           |                           |
| HUT                         | Hutnik Warszawa           | 1                         |                           |

### Tabela
| Lp. | Drużyna                  | M  | Z  | R  | P  | Bramki | Bramki | Różn. | Pkt | Uwagi                     | Bezpośrednio |
| --- | ------------------------ | -- | -- | -- | -- | ------ | ------ | ----- | --- | ------------------------- | ------------ |
| 1   | Radomiak Radom (M) (A)   | 30 | 19 | 10 | 1  | 52     | 17     | +35   | 67  | Awans do II ligi          |              |
| 2   | MKS Kutno                | 30 | 16 | 11 | 3  | 46     | 21     | +25   | 59  |                           |              |
| 3   | Legionovia Legionowo     | 30 | 15 | 6  | 9  | 47     | 25     | +22   | 51  |                           |              |
| 4   | Broń Radom               | 30 | 13 | 8  | 9  | 44     | 28     | +16   | 47  |                           |              |
| 5   | KP Piaseczno1 (S)        | 30 | 13 | 6  | 11 | 36     | 35     | +1    | 45  | Spadek do klasy okręgowej |              |
| 6   | Start Otwock             | 30 | 11 | 10 | 9  | 34     | 30     | +4    | 43  |                           |              |
| 7   | Orzeł Wierzbica          | 30 | 12 | 7  | 11 | 28     | 30     | −2    | 43  |                           |              |
| 8   | Ursus Warszawa           | 30 | 12 | 7  | 11 | 46     | 35     | +11   | 43  |                           |              |
| 9   | Omega Kleszczów          | 30 | 11 | 10 | 9  | 42     | 38     | +4    | 43  |                           |              |
| 10  | Zawisza Rzgów            | 30 | 11 | 6  | 13 | 27     | 30     | −3    | 39  |                           |              |
| 11  | Sokół Aleksandrów Łódzki | 30 | 10 | 9  | 11 | 27     | 30     | −3    | 39  |                           |              |
| 12  | Mazur Karczew            | 30 | 9  | 8  | 13 | 33     | 34     | −1    | 35  |                           |              |
| 13  | Hutnik Warszawa2 (S)     | 30 | 9  | 7  | 14 | 38     | 42     | −4    | 34  | Spadek do klasy B         |              |
| 14  | Włókniarz Zelów          | 30 | 10 | 4  | 16 | 33     | 52     | −19   | 34  |                           |              |
| 15  | Warta Sieradz            | 30 | 7  | 8  | 15 | 33     | 47     | −14   | 29  |                           |              |
| 16  | Narew Ostrołęka (S)      | 30 | 2  | 3  | 25 | 10     | 82     | −72   | 9   | Spadek do IV ligi         |              |

Źródło: 90minut.pl 
Oznaczenia: (M) – tytuł mistrzowski, (A) – awans, (S) – spadek.
Zasady ustalania kolejności: 1. liczba zdobytych punktów w całym cyklu rozgrywek; 2. liczba punktów zdobyta w meczach bezpośrednich; 3. różnica bramek w meczach bezpośrednich; 4. różnica bramek w meczach bezpośrednich – bramki zdobyte na wyjeździe liczone podwójnie; 5. różnica bramek w całym cyklu rozgrywek; 6. liczba zdobytych bramek w całym cyklu rozgrywek. 
Bezpośrednio: stosowane, gdy dwie lub więcej drużyn mają identyczny dorobek punktowy.
Objaśnienia:
1KP Piaseczno wycofał się po zakończeniu rozgrywek, w związku z czym dodatkowo utrzymał się Włókniarz Zelów.

### Wyniki
| Gospodarz \ Gość         | BRŃ | HUT | PIA | LGO | MAZ | MKS | NAR   | OMG | ORZ | RAD | SOK   | SOT | URS | SDZ | WZE | RZG |
| Broń Radom               |     | 2:0 | 0:1 | 0:2 | 1:1 | 1:3 | 1:0   | 3:2 | 2:1 | 0:1 | 3:0   | 3:0 | 1:3 | 2:2 | 6:0 | 0:1 |
| Hutnik Warszawa          | 2:2 |     | 1:0 | 1:1 | 0:2 | 0:2 | 7:0   | 1:1 | 1:2 | 1:0 | 1:3   | 0:0 | 0:1 | 0:3 | 5:1 | 2:3 |
| KP Piaseczno             | 0:1 | 0:1 |     | 0:6 | 2:0 | 0:4 | 4:0   | 2:0 | 1:0 | 1:2 | 1:1   | 0:1 | 2:0 | 0:1 | 2:1 | 1:1 |
| Legionovia Legionowo     | 0:0 | 4:0 | 1:2 |     | 1:0 | 1:2 | 2:0   | 3:1 | 2:4 | 0:0 | 1:1   | 1:0 | 4:0 | 4:0 | 1:3 | 1:0 |
| Mazur Karczew            | 0:2 | 3:1 | 1:1 | 1:0 |     | 1:1 | 2:0   | 2:1 | 1:2 | 0:1 | 0:2   | 0:1 | 2:2 | 2:1 | 1:2 | 1:0 |
| MKS Kutno                | 0:0 | 3:0 | 1:3 | 0:0 | 2:1 |     | 2:0   | 4:1 | 1:0 | 1:1 | 3:2   | 0:0 | 1:1 | 1:0 | 2:1 | 4:0 |
| Narew Ostrołęka          | 0:3 | 0:0 | 0:2 | 1:4 | 0:3 | 0:4 |       | 0:2 | 2:2 | 0:5 | 0:3wo | 1:0 | 0:3 | 1:5 | 3:0 | 0:1 |
| Omega Kleszczów          | 1:1 | 2:0 | 0:0 | 4:0 | 0:0 | 2:2 | 5:1   |     | 0:0 | 1:3 | 1:0   | 0:0 | 2:2 | 2:1 | 2:0 | 2:0 |
| Orzeł Wierzbica          | 0:0 | 0:1 | 1:0 | 1:0 | 2:1 | 2:0 | 0:1   | 3:2 |     | 0:4 | 1:0   | 0:0 | 2:1 | 1:0 | 1:0 | 0:2 |
| Radomiak Radom           | 0:0 | 2:0 | 3:2 | 1:0 | 3:1 | 3:0 | 4:0   | 1:1 | 0:0 |     | 1:1   | 1:1 | 1:0 | 2:1 | 2:0 | 1:0 |
| Sokół Aleksandrów Łódzki | 0:0 | 2:1 | 0:0 | 0:2 | 1:0 | 1:0 | 0:0   | 0:1 | 1:1 | 0:2 |       | 3:2 | 1:0 | 0:0 | 1:2 | 0:1 |
| Start Otwock             | 1:2 | 1:1 | 1:1 | 1:0 | 2:2 | 0:0 | 4:1   | 2:0 | 1:0 | 2:2 | 1:2   |     | 2:0 | 3:1 | 1:2 | 2:0 |
| Ursus Warszawa           | 1:2 | 0:0 | 5:2 | 1:2 | 2:1 | 0:1 | 0:0   | 2:3 | 1:1 | 1:2 | 3:0   | 2:0 |     | 3:0 | 3:0 | 3:1 |
| Warta Sieradz            | 4:2 | 0:3 | 1:2 | 0:1 | 0:0 | 0:0 | 1:0   | 1:1 | 2:1 | 2:2 | 1:2   | 3:0 | 2:1 |     | 2:2 | 0:3 |
| Włókniarz Zelów          | 0:4 | 1:4 | 0:0 | 1:3 | 1:1 | 1:2 | 3:0   | 1:2 | 1:0 | 1:1 | 1:0   | 1:2 | 0:1 | 1:1 |     | 2:0 |
| Zawisza Rzgów            | 1:0 | 1:1 | 1:2 | 0:0 | 0:2 | 0:4 | 3:0wo | 3:0 | 2:0 | 0:1 | 0:0   | 2:0 | 1:3 | 0:0 | 0:2 |     |

Źródło: 
Objaśnienia:
1Drużyna gospodarzy jest wymieniona po lewej stronie tabeli.
Kolory: zielony – zwycięstwo gospodarzy, żółty – remis, różowy – zwycięstwo gości.
Awans do II ligi: Radomiak Radom
Spadek z III ligi: KP Piaseczno, Hutnik Warszawa, Narew Ostrołęka